# Daniela Rossek
Daniela Rossek (* 18. Dezember 1976 in Waren an der Müritz) gehörte zu den besten Rollstuhl-Fechterinnen in Deutschland und international.

## Karriere
Vor ihrer Zeit als Fechterin war sie viele Jahre Leichtathletin und fuhr Rennrollstuhl, startete aber auch bei Triathlons und als Handbikerin bei diversen Städte-Marathons.
Sie begann 2001 mit dem Rollstuhlfechten und wurde nach der WM im April 2002 in den deutschen A-Kader der deutschen Rollstuhlfechter berufen.
2008 erklärte sie ihren Rücktritt vom internationalen Fechtsport.

## Leben
Daniela Rossek hat eine Tochter, Perla Atena (geboren am 7. Juni 2005). Sie lebt in ihrer Geburtsstadt Waren an der Müritz.
Sie ist gelernte Mediengestalterin.

## Leistungen
- 2002
  - 2. Platz Deutsche Meisterschaften Säbel
  - 2. Platz Deutsche Meisterschaften Florett
  - 3. Platz Deutsche Meisterschaften Degen
  - 2. Platz Weltmeisterschaften Florett-Mannschaft
  - 5. Platz Weltmeisterschaften Degen-Einzel
  - 5. Platz Weltcup Degen (Austin/Texas)
  - 5. Platz Weltcup Florett (Austin/Texas)

- 2003
  - 1. Platz Deutsche Meisterschaften Säbel
  - 2. Platz Deutsche Meisterschaften Florett
  - 2. Platz Deutsche Meisterschaften Degen
  - 2. Platz Weltcup Degen (Sevilla/Spanien)
  - 1. Platz Würthcup Tauberbischofsheim Degen
  - 2. Platz Europameisterschaften Degen-Einzel
  - 3. Platz Europameisterschaften Degen-Mannschaft
  - 5. Platz Weltcup Florett (Christchurch/Neuseeland)
  - 5. Platz Weltcup Degen (Budapest/Ungarn)

- 2004
  - 1. Platz Deutsche Meisterschaften Säbel
  - 1. Platz Deutsche Meisterschaften Florett
  - 1. Platz Deutsche Meisterschaften Degen
  - 2. Platz Würthcup Tauberbischofsheim Degen
  - 2. Platz Weltcup Degen (Lonato/Italien)
  - 8. Platz Paralympics Degen-Einzel
  - 5. Platz Paralympics Degen-Mannschaft
  - 6. Platz Paralympics Florett-Einzel
  - 6. Platz Paralympics Florett-Mannschaft

- 2005
  - - Babypause -
  - 3. Platz Europameisterschaften Degen-Mannschaft
  - 3. Platz Europameisterschaften Florett-Mannschaft

- 2006
  - 1. Platz Deutsche Meisterschaften Florett
  - 1. Platz Deutsche Meisterschaften Degen
  - 2. Platz Deutsche Meisterschaften Säbel (gemixt Männer/Frauen)
  - 2. Platz Weltcup Florett (Montreal/Kanada)
  - 3. Platz Weltcup Degen (Montreal/Kanada)
  - 3. Platz Weltcup Degen (Warschau/Polen)
  - 6. Platz Weltcup Florett (Warschau/Polen)
  - 9. der Weltrangliste Degen (Stand 07/2007)
  - 9. der Weltrangliste Florett (Stand 07/2007)